# マハーラージャズ・エクスプレス
マハーラージャズ・エクスプレス（英語 Maharajas' Express）は、インドで運行される豪華観光列車のひとつ。インド鉄道、インド鉄道配膳観光公社（IRCTC）、コックス・アンド・キングス、およびこれらの合弁企業体であるロイヤル・インディアン・レイル・ツアーズにより運行されている。同国の首都であるデリーと、大都市ムンバイおよびコルカタを往復する。2人部屋個室で1人1泊800USドルに設定されており、インドで最も高価な列車と言われている。
マハーラージャズ・エクスプレスは、「Princely India」「Royal India」「Classical India」「Celestial India」という4種類のツアーを提供しながら運行される。デリー・ムンバイ間とデリー・コルカタ間の史跡や国立公園を、旅行添乗員付きで回ることができる。列車には、レストラン、バー、テレビ・ビデオ鑑賞ラウンジなどが設置されている。著名人を招いたトークショーなども、車内で企画されている。

## 運行
- 「Princely India」（7泊）

ムンバイ → ヴァドーダラー → ウダイプル → ジョードプル → ビーカーネール → ジャイプル → ランタンボール → アーグラー → デリー
- 「Royal India」（6泊）

デリー → アーグラー → ランタンボール → ジャイプル → ビーカーネール → ジョードプル → ウダイプル → ヴァドーダラー → ムンバイ
- 「Classical India」（6泊）

デリー → アーグラー → グワーリヤル → カジュラーホー → バーンダヴガル → ヴァーラーナシー → ガヤー → コルカタ
- 「Celestial India」（7泊）

コルカタ → ガヤー → ヴァーラーナシー → バーンダヴガル → カジュラーホー → アーグラー → グワーリヤル → デリー

## External links
- マハーラージャズ・エクスプレスの公式ウェブサイト
- ロイヤル・インディアン・レイル・ツアーズのウェブサイト（同一内容）